# Andreas Haratsch

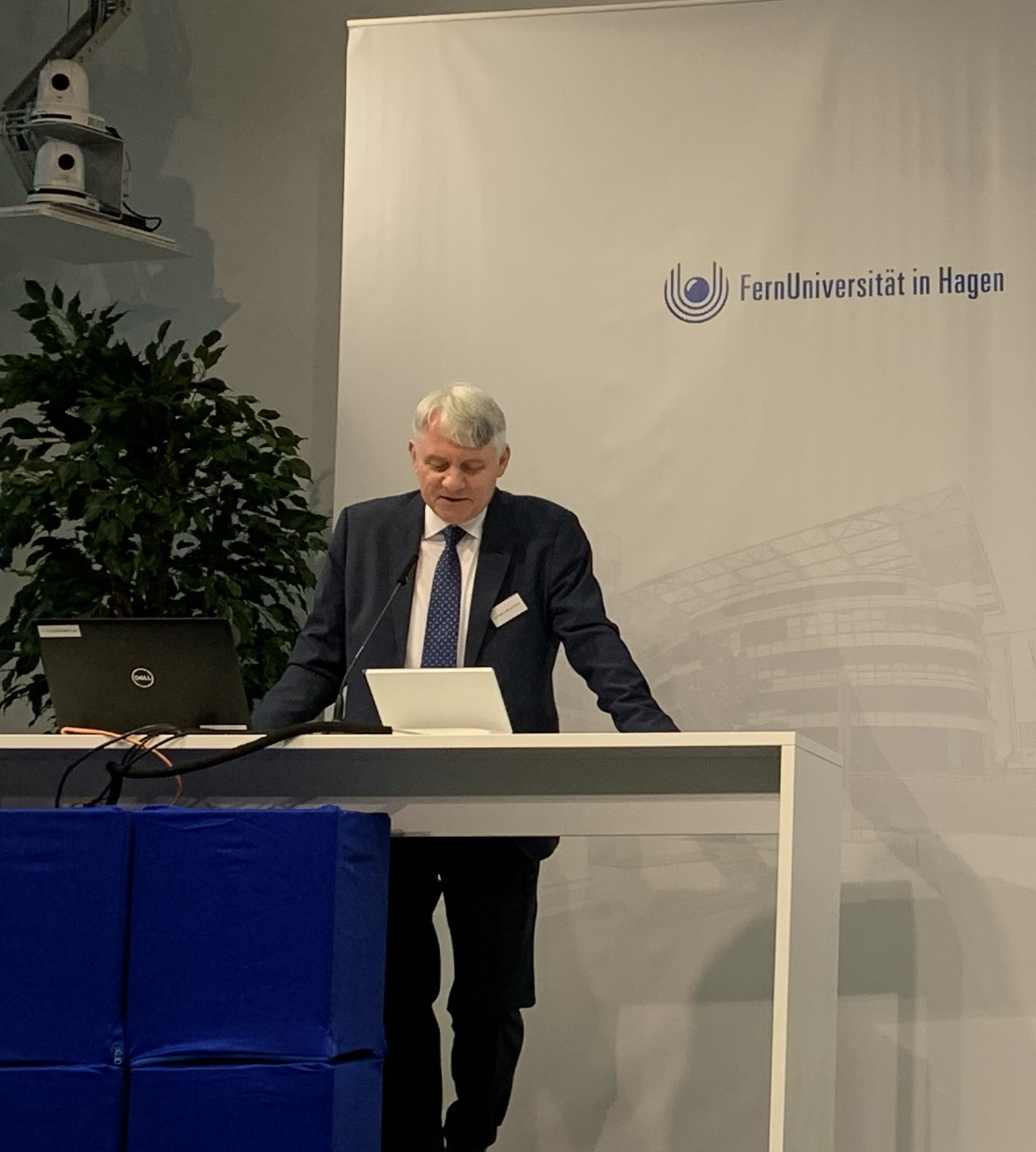
Andreas Haratsch (2023)

Andreas Haratsch (* 10. Februar 1963 in Mainz) ist ein deutscher Staatsrechtler.

## Leben
Nach seinem Abitur am Bischöflichen Willigis-Gymnasium in Mainz im Jahr 1982 studierte er von 1982 bis 1988 Rechtswissenschaften an der Johannes-Gutenberg-Universität Mainz. Sein Studium schloss er mit dem Ersten Staatsexamen ab. Hieran schloss sich von 1989 bis 1992 der juristische Vorbereitungsdienst, mit einem Aufenthalt an der Hochschule für Verwaltungswissenschaften Speyer, an. Nach bestandenem Zweiten Staatsexamen war Haratsch als wissenschaftlicher Mitarbeiter an seiner Alma Mater tätig und wurde dort 1997 mit einer Arbeit aus dem Bereich des Staatsrechts zum Doktor der Rechte promoviert. In dieser Zeit war er zugleich Gastdozent an der Deutschen Hochschule für Verwaltungswissenschaften. Nach einer Tätigkeit als wissenschaftlicher Assistent an der Universität Potsdam habilitierte er sich 2003 für die Fächer Öffentliches Recht, Völker- und Europarecht. Hieran schloss sich eine Tätigkeit als Wissenschaftlicher Referent am Zentrum für Europäische Integrationsforschung an der Rheinischen Friedrich-Wilhelms-Universität Bonn an. Nach Lehrstuhlvertretungen an der Universität Konstanz sowie der FernUniversität Hagen erhielt er 2007 einen Ruf der FernUniversität Hagen auf eine Professur für Deutsches und Europäisches Verfassungs- und Verwaltungsrecht sowie Völkerrecht.
Zwischen 2008 und 2010 war Haratsch Gastprofessor an der Dōshisha-Universität in Kyōto und im Sommersemester 2019 Gastprofessor an der Universität La Sapienza in Rom. Von 2010 bis 2012 war er Dekan der Rechtswissenschaftlichen Fakultät der FernUniversität Hagen. Er ist seit 2017 Direktor des Dimitris-Tsatsos-Instituts für Europäische Verfassungswissenschaften an der FernUniversität Hagen.

## Veröffentlichungen (Auswahl)
- Die Befreiung von Verbindlichkeiten nach Art. 135a Abs. 2 GG (= Schriften zum öffentlichen Recht. Band 752). Duncker & Humblot, Berlin 1998, ISBN 3-428-09383-6.
- Andreas Haratsch, Christian Koenig, Matthias Pechstein: Europarecht. 8. Auflage. Mohr Siebeck, Tübingen 2012, ISBN 978-3-16-151835-5.
- Die verfassungsrechtliche Zulässigkeit der Bündelung von Landtagswahlterminen durch Änderung des Grundgesetzes. In: Deutsches Verwaltungsblatt. Band 108. Heymann, 1993, ISSN 0012-1363, S. 1338–1345.
- Die Europäische Entwicklung bis 1776. In: Arnd Pollmann, Georg Lohmann (Hrsg.): Menschenrechte: Ein interdisziplinäres Handbuch. Metzler, Stuttgart/Weimar 2012, ISBN 978-3-476-02271-4, S. 87–91.
- Grundfreiheiten des europäischen Marktes. In: Josef Isensee, Paul Kirchhof (Hrsg.): Handbuch des Staatsrechts der Bundesrepublik Deutschland. 3. Auflage. Band 10: Deutschland in der Staatengemeinschaft. Müller, Heidelberg u. a. 2012, ISBN 978-3-8114-6210-6, § 210, S. 173–194.